# Jugoslovenski studenti u Čehoslovačkoj
Tokom godina i decenija, veliki broj ljudi sa prostora nekadašnje Jugoslavije stekao je visokoškolsko obrazovanje na univerzitetima u Čehoslovačkoj. Preovlađujuće dobri odnosi Jugoslavije i Čehoslovačke tokom celog perioda postojanja ovih država (pa i pre i posle) bili su, uz jezičku bliskost i prijateljstvo između njihovih naroda, bitni faktor za dolazak Jugoslovena na studije. Takođe, sa jedne strene postojala je potreba za kvalitetnim stručnjacima, a nije postojao dovoljan broj specijalizovanih visokoškolskih ustanova u Jugoslaviji a sa druge strane tradicija ovakvih škola postojala je u Čehoslovačkoj.
Jugoslovenski studenti po pravilu su studirali tehničke i privredne profile (tada svi na Češkom tehničkom univerzitetu) i umetničke profile.

## Period posle I svetskog rata - srpski/jugoslovenski arhitekti[1]
Krajem XIX veka, Ministarstvo prosvete i crkvenih dela Kraljevine Srbije, snažno se trudilo da se omogući školovanje srpskih studenata na evropskim univerzitetima. Nakon Prvog svetskog rata za sličnu stvar se kao kulturno-prosvetna organizacija zalagala Čehoslovačko-jugoslovenska liga (1920) - da jugoslovenskim studentima omogući studiraje na čehoslovačkim univerzitetima. Jedan znatniji broj studenata iz Jugoslavije je između dva svetska rata iskoristio ove prednosti i upisao se na prestižni Fakultet za arhitekturu i građevinu Češkog tehničkog univerziteta (ČVUT) u Pragu.
Među polaznicima praške akademije od 1910. do 1925. godine posebno se ističu Momir Korunović, Aleksandar Deroko, Svetomir Lazić, Danilo Kaćanski i Nikola Dobrović. Srpski studenti, koji su svoja teorijska i praktična znanja i specijalizacije sticali u Pragu, postali su i budući protagonisti savremenih težnji u arhitekturi prestonice Kraljevine SHS / Jugoslavije.
Momir Korunović je tokom školske 1910/11. godine kao vanredni student završio specijalizaciju na Češkom tehničkom univerzitetu u Pragu. Bio je tada pitomac Ministarstva prosvete i crkvenih dela Kraljevine Srbije, a kasnije je kao inspektor Arhitektonskog odeljenja Ministarstva građevina Kraljevine Srba, Hrvata i Slovenaca još jednom boravio u Pragu - na studijskom putovanju 1921. godine. Svoj graditeljski opus u Beogradu krunisao je objektima „Pošte 2" (1927) i Ministarstva pošta (1930).
Korunović je uz rad u državnoj službi, bio i istaknuti član panslavenske organizacije Sokola (čiji je utemeljivač upravo Čeh Miroslav Tirš) i starešina beogradskog Sokolskog društva „Matica", autor je više sokolskih domova u Srbiji a projektovao je i stadion (“sokolsko sletište“) za svesokolski slet 1931. godine u Beogradu.
Aleksandar Deroko je doduše neposredno nakon Prvog svetskog rata upisao studije arhitekture u Rimu, ali je zbog različitih okolnosti proveo dva semestra na Fakultetu za arhitekturu i građevinu Češkog tehničkog univerziteta u Pragu, a diplomirao je na studijama arhitekture u Beogradu.
Svetomir Lazić bio je prvi srpski student koji je svoje studije u celosti završio (1921) u Pragu (takođe na Češkom tehničkom univerzitetu). Odmah nakon povratka u Beograd zaposlio se u Arhitektonskom odeljenju Ministarstva građevina Kraljevine SHS. 1928. godine napušta državnu službu i osniva prvi samostalni biro u Beogradu. Njegova dela koja spadaju u značajna ostvarenja moderne međuratne arhitekture u Beogradu su Atelje za unutrašnju arhitekuru u Beogradu (1929) i vila Olge Mos na Dedinju (1937).
Danilo Kaćanski je diplomirao na Češkom tehničkom univerzitetu u Pragu 1925. godine, a svoja prva graditeljska iskustva sticao u građevinskom preduzeću „Temelj", tokom svog kratkotrajnog perioda provedenog u Beogradu 1926/27, kada je projektovao vilu Miodraga Dimitrijevića na Senjaku (1938).

## Predratni period - jugoslovenski komunisti[2]
U „zlatnom Pragu“, glavnom gradu u to vreme po demokratskom poretku poznate Čehoslovačke, nalazilo se oko 350 studenata iz Jugoslavije. Razlozi jugoslovenskih studenata za odlazak u Prag bili su razni, ali su najčešće preovlađivala tri razloga - prvi jer se sa završenom srednjom školom (za razliku od đaka sa završenom gimnazijom) nisu mogli upisati ni na jedan od univerziteta Kraljevine Jugoslavije; drugi jer su studije muzike i slikarstva u Pragu tada držali veoma poznati i priznati profesori i treći jer je mnogim studentima zbog pripadnosti revolucionarnom pokretu bilo onemogućeno ili otežano školovanje u zemlji.
Među ovim studentima bili su Sigbert Bastijančić, Ilija Engel, Ahmet Fetahagić, Mirko Horvat, Rudolf Janhuba, Lazar Latinović, Mirko Kovačević, Branko Krsmanović, Meho Kurtagić Ratko Pavlović Ćićko, Anđelko Radošević, Vukašin Radunović, Marko Spahić, Matija Šiprak, Ivan Turk, Lazar Udovički, Ivo Vejvoda, Vera Vejvoda Veljko Vlahović, Ratko Vujović Čoče, Milan Vukić i drugi.
Dosta studenata iz Jugoslavije stanovalo je u u studentskom domu „Aleksandrov koledž“: studentsku sobu su delili kasnije poznati jugoslovenski revolucionari Branko Krsmanović (1934. godine upisao agronomiju na u Pragu) i Veljko Vlahović (student praške tehnike), a tu su bili i njihovi kasniji saborci Ratko Pavlović Ćićko i Lazar Udovički.
U to vreme u u Pragu su agronomiju studirali i Milan Vukić i Meho Kurtagić, a na arhitekturi si bili i Ivom Vejvodom i njegova sestra Vera Vejvoda (koja je bila u ljubavnoj vezi sa Brankom Krsmanovićem).
Postojala je i aktivna studentska društvena aktivnost, klubovi studenata a sprovodio se i revolucionarni rad. Oktobra 1935. godine jugoslovenski studenti u Čehoslovačkoj uputili su Proglas studentima u Jugoslaviji. Na Svestudentskoj skupštini jugoslovenskih društava u Pragu, održanoj 14. februara 1936. godine doneta je Rezolucija koja je bila upućena Ministarstvu prosvete Kraljevine Jugoslavije. U ovoj Rezoluciji praški studenti su podržali studente Beogradskog univerziteta u borbi za njihove zahteve i prava. Na godišnjoj skupštini Akademskog društva „Jugoslavija“, koje je okupljalo sva stručna i zavičajna udruženja jugoslovenskih studenata u Pragu, održanoj početkom oktobra 1936. godine izabran je novi Upravni odbor čiji je predsednik bio Ratko Pavlović Ćićko, a jedan od članova Upravnog odbora je bio i Branko Krsmanović, koji je bio izabran i za predsednika studentske samouprave u studentskom domu „Aleksandrov koledž“, gde se zalagao za veća studentska prava.
Iako su studenti komunisti u Pragu bili u mnogo boljem položaju, nego studenti komunisti u Jugoslaviji, njihovom političkom delovanju je glavna smetnja bila češka policija, koja je zbog stalnih zahteva jugoslovenskih vlasti i Jugoslovenskog poslanstva u Pragu, često pretresala sobe i držala pod prismotrom izvestan broj studenata iz Jugoslavije. Jednom prilikom, kada je češka policija kod studenta Ivana Jakšića pronašla partijski materijal, koji je bio namenjen za štampanje u listu „Proleter“, organu CK KPJ, čija se tehnika od 1934. godine nalazila u Pragu, bilo je uhapšeno 36 studenata (među kojima je bio i Branko Krsmanović).
U julu 1936. godine u Španiji je došlo do vojne pobune, koja je prerasla u građanski rat. U septembru je Vlada Španske republike pozvala sve antifašiste da se u redovima Internacionalnih brigada pridruže španskom narodu u borbi protiv fašizma, a u novembru je u listu „Proleter“ (koji je štampan u Pragu) objavljen je članak Josipa Broza Tita, koji je u ime Centralnog komiteta KP Jugoslavije pozvao sve komuniste i antifašiste da se uključe u odbranu Španske republike. Rukovodstvo KPJ je u decembru odgovorilo na zahtev grupe praških studenata da je saglasno da se na Praškom univerzitetu organizuje akcija za dobrovoljni odlazak jugoslovenskih komunista i antifašista u Španiju.
Branko Krsmanović i njegovi drugovi, a pre svega Veljko Vlahović i Ratko Pavlović Ćićko, glavnu agitaciju za odlazak u Španiju izveli su za vreme zajedničkog zimovanja u Krkonošama kome je prisustvovalo i oko tridesetak jugoslovenskih studenata iz Praga. Većina učesnika ovog odmora, kao i deo drugova iz Praga su prihvatili poziv za odlazak u Španiju, tako da je ubrzo formirana grupa od 25 ljudi.
Jugoslovenski studenti iz Praga su u Španiju otišli u tri grupe, a najbrojnija druga grupa (njih petnaest) je krenula iz Praga 25. januara 1937. godine.

## Posleratni period
U posleratnom periodu se odlaženje jugoslovenskih studenata na češke univerzitete, ali najveći deo njih je 1948. godine, nakon razlaza Jugoslavije sa ostalim zemljama Informbiroa, morao prekinuti studije i vratiti u Jugoslaviju.